# Eleccions a Corts d'Aragó de 1983
Les Eleccions a les Corts d'Aragó es van celebrar el 8 de maig de 1983. Van ser les primeres eleccions democràtiques autonòmiques des del restabliment de la democràcia. El vencedor va ser el Partit Socialista Obrer Espanyol d'Aragó qui va obtenir majoria absoluta, cosa que li va permetre governar en solitari. Els altres partits que van obtenir representació parlamentària foren: Aliança Popular, Partit Aragonès, Partit Comunista d'Espanya, Centre Democràtic i Social.

## Dades generals
- Cens electoral: 918.799
- Taules:
- Abstenció: 305.825 (33,29%)
- Votants: 612.101 (66,71%) 
  - Vàlids: 603.539 
    - Candidatures: 599.712
    - En blanc: 3.827

  - Nuls: 8.562

## Circumscripcions electorals
Les circumscripcions electorals corresponen a cadascuna de les tres províncies: 
- Osca - 18 parlamentaris.
- Terol - 16 parlamentaris.
- Saragossa - 32 parlamentaris.

## Candidatures
- Per la província d'Osca:
  - Partit Socialista Obrer Espanyol d'Aragó (Aragó - PSOE)
  - Aliança Popular (AP)
  - Partit Aragonès (PAR)
  - Centre Democràtic i Social (CDS)
  - Partit Comunista d'Espanya (PCE)
  - Partit Demòcrata Liberal (PDL)
  - Partit Socialista dels Treballadors (PST)
- Per la província de Terol: 
  - Aliança Popular (AP)
  - Partit Socialista Obrer Espanyol d'Aragó (PSOE)
  - Partit Aragonès (PAR)
  - Centre Democràtic i Social (CDS)
  - Esquerra Unida d'Aragó (IUA)
  - Partit Comunista d'Espanya (PCE)
- Per la província de Saragossa: 
  - Aliança Popular (AP)
  - Partit Socialista Obrer Espanyol d'Aragó (PSOE)
  - Partit Aragonès (PAR)
  - Esquerra Unida d'Aragó (IUA)
  - Partit Comunista d'Espanya (PCE)
  - Centre Democràtic i Social (CDS)
  - Partit Socialista dels Treballadors (PDP)
  - Moviment Aragonès Social (MAS)
  - Partit Comunista d'Aragó (PCA)

## Resultats

### Grups amb representació parlamentària
- Partit Socialista Obrer Espanyol d'Aragó - 33 escons (282.938 vots).
- Aliança Popular - 18 escons (136.515 vots).
- Partit Aragonès - 13 escons (123.494 vots).
- Partit Comunista d'Espanya- 1 escons (23.953 vots).
- Centre Democràtic i Social - 1 escons (19.879 vots).

### Grups sense representació parlamentària
- Esquerra Unida d'Aragó: 4.642 vots
- Partit Socialista dels Treballadors: 4.290 vots
- Partit Demòcrata Popular: 8.029 vots.
- Moviment Aragonès Social: 1.380 vots.
- Partit Demòcrata Liberal: 1.336 vots.
- Partit Comunista d'Aragó: 1.285 vots.